# Салманов, Агахан Али оглы
Агахан Али оглы Салманов (азерб. Ağaxan Əli oğlu Salmanlı; 29 октября 1941, Сураханский район — 29 февраля 2020, Баку) — азербайджанский актёр, народный артист Азербайджана (2006).

## Биография
Агахан Салманлы родился 29 октября 1941 года в Баку. В 1959 году окончил городскую среднюю школу, где посещал драматический кружок. Затем, в 1960—1964 годах учился на факультете «Актер драмы и кино» (преподаватель Рза Тахмасиб) нынешнего Азербайджанского государственного университета культуры и искусств.

### Творческая деятельность
Творческую деятельность начал в Азербайджанском государственном театре юного зрителя.
Агахан Салманлы снимался в некоторых выпусках киножурнала «Мозалан».
Снялся в таких фильмах, как Следствие продолжается, Последний перевал, Тысяча первая гастроль, Яблоко как яблоко, Удар в спину и др.
Агахан Салманлы скончался 29 февраля 2020 года на 79 году жизни.

## Премии, медали, ордена
- 1978 год — Заслуженный артист Азербайджанской ССР
- 2006 год — Народный артист Азербайджана[3]
- 2013 год — Премия Джафара Джабарлы[4]
- 2016 год — Персональная пенсия Президента Азербайджанской Республики[5]